# Franco De Rosis
Franco De Rosis (eigentlich Francesco De Rosis; * 7. Dezember 1913 in Corigliano Calabro; † 17. November 1994) war ein italienischer Komponist und Filmschaffender.
De Rosis veröffentlichte 1966 das Buch „Incubi e sogni“, bis er 1967 den Film Il magnaccio schrieb, produzierte und inszenierte. Auch die Musik stammt aus seiner Feder. Der in dokumentarhaftem Stil gehaltene Film über eine Prostituierte, der erst 1969 wenige Kinoaufführungen erhielt, blieb sein einziger Beitrag in dieser Branche.